# Bonnie Guitar
Bonnie Guitar, pseudonimo di Bonnie Buckingham (Seattle, 25 marzo 1923 – Soap Lake, 12 gennaio 2019), è stata una cantautrice, musicista e produttrice discografica statunitense.

## Biografia
Nel corso della sua carriera Bonnie Guitar ha accumulato cinque ingressi nella Top Country Albums e diciotto nella Hot Country Songs. A metà anni 50 ha co-fondato la Dolton Records, etichetta che ha lanciato artisti come i Fleetwoods e i Ventures. Nel 1960 ha lasciato la Dolton ed è diventata proprietaria della Jerden Records.

## Discografia

### Album in studio
- 1957 – Moonlight and Shadows
- 1958 – Whispering Hope
- 1966 – Two Worlds
- 1966 – Miss Bonnie Guitar
- 1966 – Merry Christmas from Bonnie Guitar
- 1967 – Award-Winner
- 1968 – Stop the Sun/A Woman in Love
- 1968 – I Believe in Love
- 1968 – Leaves Are the Tears of Autumn
- 1968 – Affair!
- 1970 – Allegheny
- 1987 – What Can I Say
- 1988 – Yesterday
- 1988 – Today

### Raccolte
- 1960 – Dark Moon
- 1966 – Bonnie Guitar Sings
- 1968 – The Country's Favorite Lady of Songs
- 1969 – Night Train to Memphis
- 1992 – Dark Moon
- 2011 – By the Fireside
- 2012 – Intimate Session

### Singoli
- 1956 – Hello, Hello Please Answer
- 1956 – Dream on Dreamers
- 1957 – Dark Moon
- 1957 – Half Your Heart
- 1957 – Mister Fire Eyes
- 1957 – I Saw Your Face in the Moon
- 1958 – Johnny Vagabond
- 1958 – I Found You Out
- 1958 – Love Is Over, Love Is Done
- 1958 – Shanty Boat
- 1958 – Whispering Hope
- 1959 – Baby Moon
- 1959 – Candy Apple Red
- 1960 – Born to Be with You (con Donald Irwin Robertson)
- 1961 – Tell Her Eye
- 1962 – Who Is She
- 1963 – Fool
- 1964 – The Outside Looking In
- 1965 – I'm Living in Two Worlds
- 1966 – Get Your Lie the Way You Want It
- 1966 – The Tallest Tree
- 1967 – The Kickin' Tree
- 1967 – You Can Steal Me
- 1967 – A Woman in Love
- 1967 – Stop the Sun
- 1967 – I'll Be Missing You (Under the Mistletoe)
- 1968 – I Believe in Love
- 1968 – Leaves Are the Tears of Autumn
- 1969 – Perfect Stranger
- 1969 – A Truer Love You'll Never Find (con Buddy Killen)
- 1970 – Allegheny
- 1972 – Happy Everything
- 1974 – The Bed I Lie In
- 1974 – From This Moment On
- 1975 – Wanna Spend My Life with You
- 1980 – Honey on the Moon
- 1988 – What Can I Say
- 1989 – Still the Same